# جان اندرسون (بازیکن فوتبال)
جان اندرسون (انگلیسی: John Anderson؛ ۱۸۷۸) بازیکن فوتبال اهل انگلستان بود.
از باشگاه‌هایی که در آن بازی کرده‌است می‌توان به باشگاه فوتبال کروک تاون، باشگاه فوتبال آرسنال، و باشگاه فوتبال پورتسموث اشاره کرد.